# 令狐榮達
令狐榮達（1954年1月24日—），複姓令狐，中華民國資深外交官，曾任台中市副市長、中華民國外交部政務次長、駐加拿大代表、駐馬紹爾群島共和國大使、駐洛杉磯辦事處處長、外交部北美司司長等職。

## 學歷
資料來源：

- 中華民國國立臺灣師範大學英語學系學士
- 淡江大學淡江大學美國研究組碩士
- 英國牛津進修（1982-1983）
- 朝陽科技大學名譽博士[9]